# Silnice I/68
Die Silnice I/68 (tschechisch für: „Straße I. Klasse 68“) ist eine tschechische Staatsstraße (Straße I. Klasse). 

## Verlauf
Die Straße beginnt an der Anschlussstelle (Exit) 62 der Dálnice 48 bei Horní Tošanovice (Ober Toschonowitz) und verläuft von dort in östlicher Richtung über Hnojník nach der Katastralgemeinde Nebory an der hier in einem großen Bogen an der Stadt Třinec (Trzynietz) vorbeigeführten Silnice I/11.
Die Gesamtlänge der Straße beträgt gut 7 Kilometer.